# Téléphérique de Londres
Le téléphérique de Londres (en anglais : London cable car), aussi appelé IFS Cloud cable car pour des raisons de naming, est une télécabine franchissant la Tamise à Londres, au Royaume-Uni. Ouvert le 28 juin 2012, elle est exploitée par Transport for London.
À son ouverture il est nommé Emirates Air Line jusqu'au 28 juin 2022, du nom de la compagnie aérienne Emirates, qui a financé un peu plus de la moitié du projet, à hauteur de 45 millions d'euros.
La ligne commence sur la péninsule de Greenwich (boucle de la Tamise), à environ 350 mètres au Sud-Est de la station de métro de North Greenwich de la Jubilee line, sur la rive sud de la Tamise, et finit près du Royal Victoria Dock, à environ 150 mètres au Sud de la station Royal Victoria de la Docklands Light Railway, sur la rive nord.